# Межигірський монастир

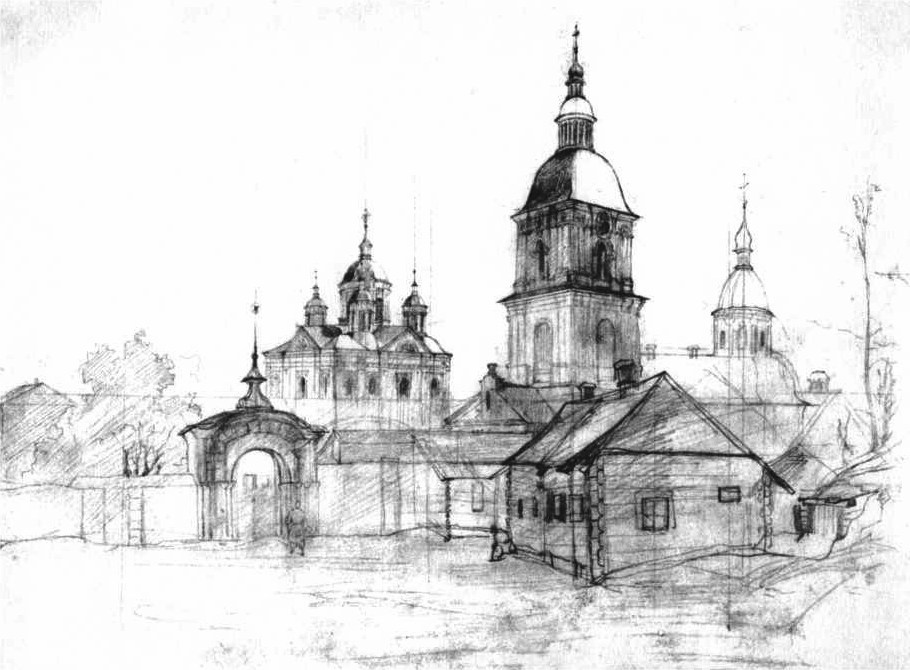
Малюнок Тараса Шевченка, 1843 р.

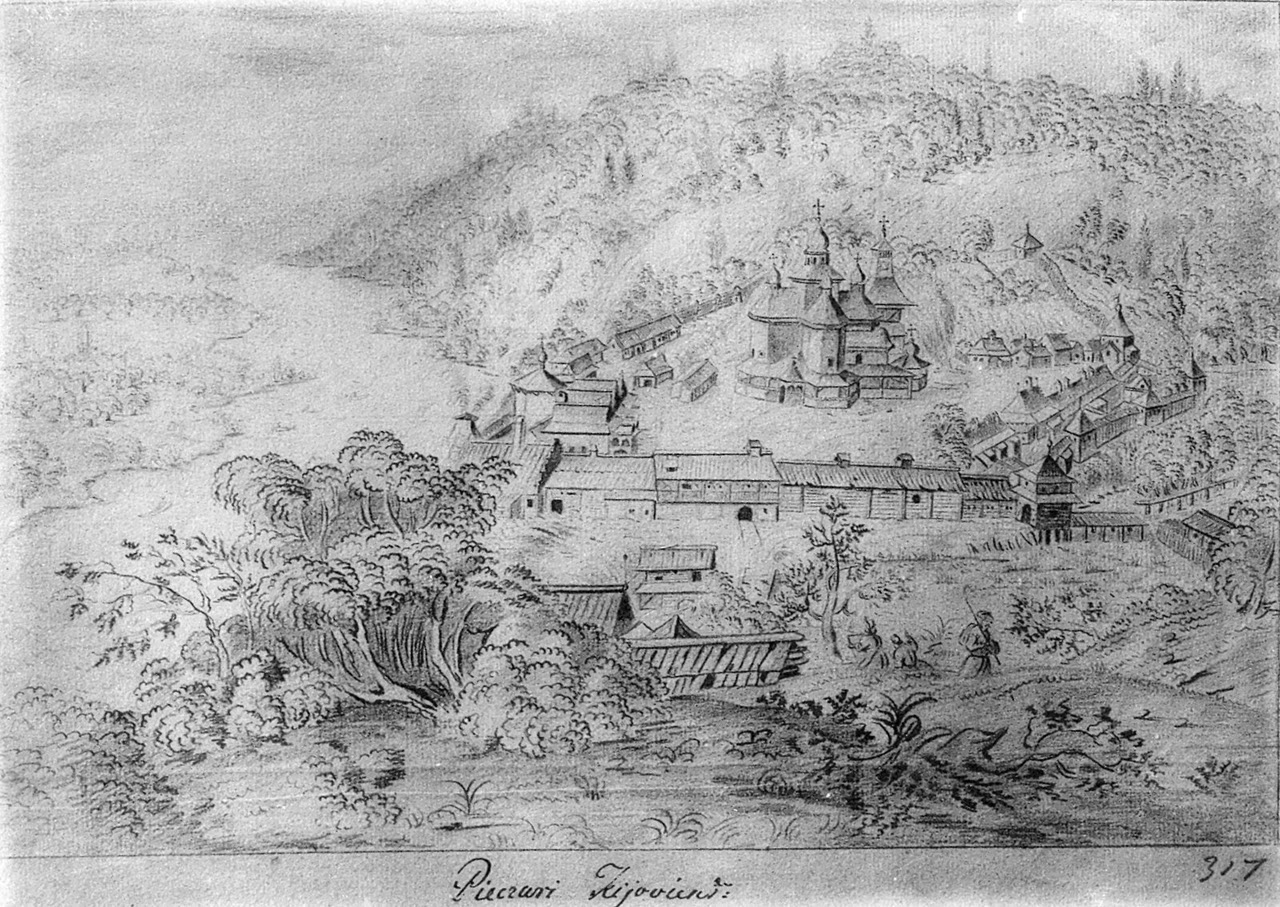
Малюнок А.Вестерфельда 1650-х рр.

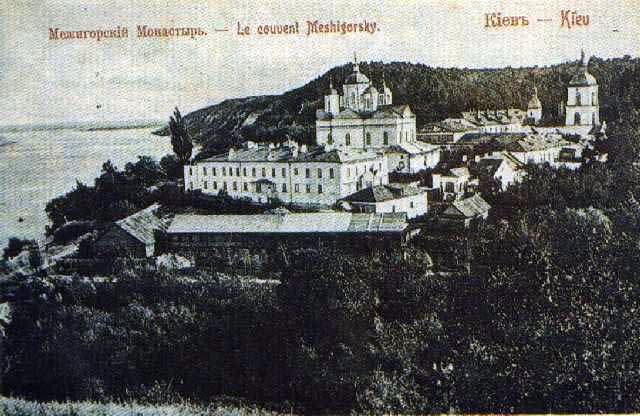

Межигірський Спасо-Преображенський монастир (Білий Спас) — православний (первісно чоловічий, згодом жіночий) монастир, який з перервами існував від часів древньої Києво-Руської Держави до 1935 року в місцевості Межигір'я — біля сучасного села Нові Петрівці (Київська область), за 10 км на північ від міста Вишгорода.

## Історія
Згідно з легендою, монастир близько 988 року заснували грецькі ченці, що прийшли з Візантії разом із св. Михайлом — першим митрополитом Київським.. За іншою версією церква Білого Спаса була закладена Андрієм Боголюбським в 1161 році.
Документально підтвердженої дати заснування монастиря не існує. Найвірогідніше починати його історію з XII ст., коли, за свідченням літописів, в Межигір'ї існувала божниця, яка, можливо, поклала початок монастирю.
Монастир міг отримати земельні маєтності від давньоруських князів. Поблизу монастиря існує печера. На території знаходиться урочисько під назвою «Володимирові дуби», тут росли старезні дуби.
1482 — став жертвою набігу татар хана Менглі-Гірея.
Відбудова монастиря почалася з 1520-х рр., коли литовські великі князі та польські королі, щоб прихилити до себе православне духовенство, надавали йому привілеї та земельні володіння. Монастир був відновлений за часів київського воєводи Андрія Немировича старанням Михайла Щербини. В той час існувала церква Св. Спаса.
1571 Сигізмунд Август надав монастир разом з вишгородською землею писарю канцелярії корони руської — Евстафію Висоцькому. Пізніше земля вишгородська належала монастиреві. Кошти на монастир давали князь Юрій Семенович Слуцький, Андрій Немира, Андрій Полоз, Іван Горностай, Яцько Бутович і інші шляхтичі.
1609 — старанням вихованця Костянтина Острозького — ігумена Афанасія, монастир отримав право ставропігії.

## Головний козацький монастир

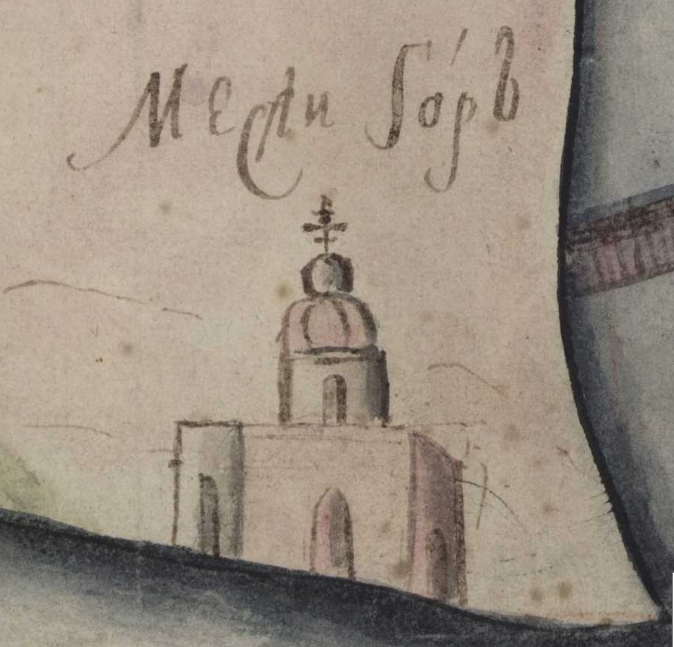
Межигір'я на карті XVIII століття

Пізніше якось осені біля Покрови,
Зібралося народу на празник роковий
В Межигорський монастир, що з давень давна,
Церква його вікова, свята, православна,
Була парафіальна воколь Запорожа…"
Дума лірника Вернигори, зі збірки Еразма Ізопольського «Дума з дум українських» 1857.
У 1-й пол. XVII ст. був одним із осередків антиуніатської боротьби в Україні, зокрема, коли ним 1616 року керував І.Копинський.
Земельні маєтності монастиря зросли після 1654–1656 рр. за рахунок дарунків від українських гетьманів та
московський цар — Олексій Михайлович надав монастиреві поселення: Бобровичі, Козаровичі, Ясногородку, Ігнатовку, Глібівку.
Універсалами гетьмана Богдана Хмельницького від 24 травня 1651 року, виданим під час перебування гетьмана у таборі під Зборовом, про заборону перешкоджати ченцям Київського Межигірського монастиря у володінні Харковецьким ставком, подарованим їм мельником Михайлом Івановичем, де ченці вже розпочали будувати млин. Своїм наступним універсалом від 21 березня 1656 року Хмельницький надав у власність монастиря містечко Вишгород з селами Петрівці та Мощони.18 травня 1658 року гетьман Павло Тетеря дарує Києво-Межигірському монастиреві фільварк в с. Попівцях над р. Трубіж, Калитинський гай під с. Циблі та сіножать за с. В'юнищі.
Після козацьких воєн Богдана Хмельницького, Трахтемирівський монастир був повернений козакам і Межигірський до 1660 не відігравав головної ролі.
Самійло Величко в своєму літописі згадує битву, яка відбулася 1654 під Межигорами, між Богданом Хмельницьким та татарами. Татари після грабіжницького походу на Волинь, поверталися звідти з награбованим добром та ясиром. Богдан Хмельницький розбив тут татарське військо і з того часу не маючи більше татар як союзників, він вимушений був шукати нового.
Після зруйнування у 1660-х рр. польським військом Трахтемирівського монастиря Межигірський монастир став шпиталем для старих запорожців. На їхнє утримання Запорізька Січ передала у власність монастиреві земельні володіння та щорічно виплачувала значні грошові кошти.
1663 пожежа знищила церкву та монастирські будівлі. Після цього монахи побудували нову Преображенську церкву.
Монастир був оборонним і мав для оборони свої гармати.
1683 — козацька рада Запорозької Січі постановила запрошувати до січової Покровської церкви служителів саме з Межигірської обителі.
В 1687 запорожці знову втратили Трахтемирівський монастир і замість Трахтемирівського обрали Межигірський, як свій військовий шпиталь. Січову Покровську церкву та Самарський монастир козаки підпорядкували Межигірському монастиреві.
1691 — монастирю підпорядковано найближчі до Січі монастирі: Лебединський, Самарський тощо.
1703 — згідно з грамотою Петра І, монастир утратив ставропігійний статус. і став підпорядкований Київській митрополії.
1710 — відновлено ставропігію монастиря.
1735 — запорожці, що утвердилися кошем на р. Підпільній, підтвердили «військовий» статус Києво-Межигірського монастиря.
В 1760 в монастирі були дві кам'яні церкви: Преображенська та Св. Духа та дві дерев'яні: Богородиці і Св. Миколая (трапезна)
У XVIII ст. своїм багатством поступався тільки перед Києво-Печерською Лаврою.
1772 кошовий січовий отаман Петро Калнишевський побудував в монастирі чотири монастирських будинки, які були знищені вогнем в 1787 р. і також велику браму, на якій була влаштована Петропавлівська церква з дзвіницею.
В монастирі часто козаки на старості постригалися в ченці та закінчували тут своє життя.

## Монастир в період Російської імперії
1786 — після ліквідації Запорозької Січі (1775) імперська влада закрила монастир, величезні монастирські багатства були конфісковані Російською імперією.
Весна 1787 — імператриця Катерина II під час перебування у Києві побажала відвідати монастир. Але за нез'ясованих обставин тієї ж ночі монастир згорів.
1796 — біля монастиря німецький інженер Краніх знайшов копалини каолінової глини, придатної для виготовлення посуду. 1798 року в приміщеннях колишнього монастиря заснували Межигірську фаянсову фабрику.
1886 — Межигірський монастир було відновлено.
1894 — монастир перетворено на жіночий.
Наприкінці 19 ст. в монастирі було дві церкви: Спасо-Преображенська та Петропавлівська.

## Сучасність

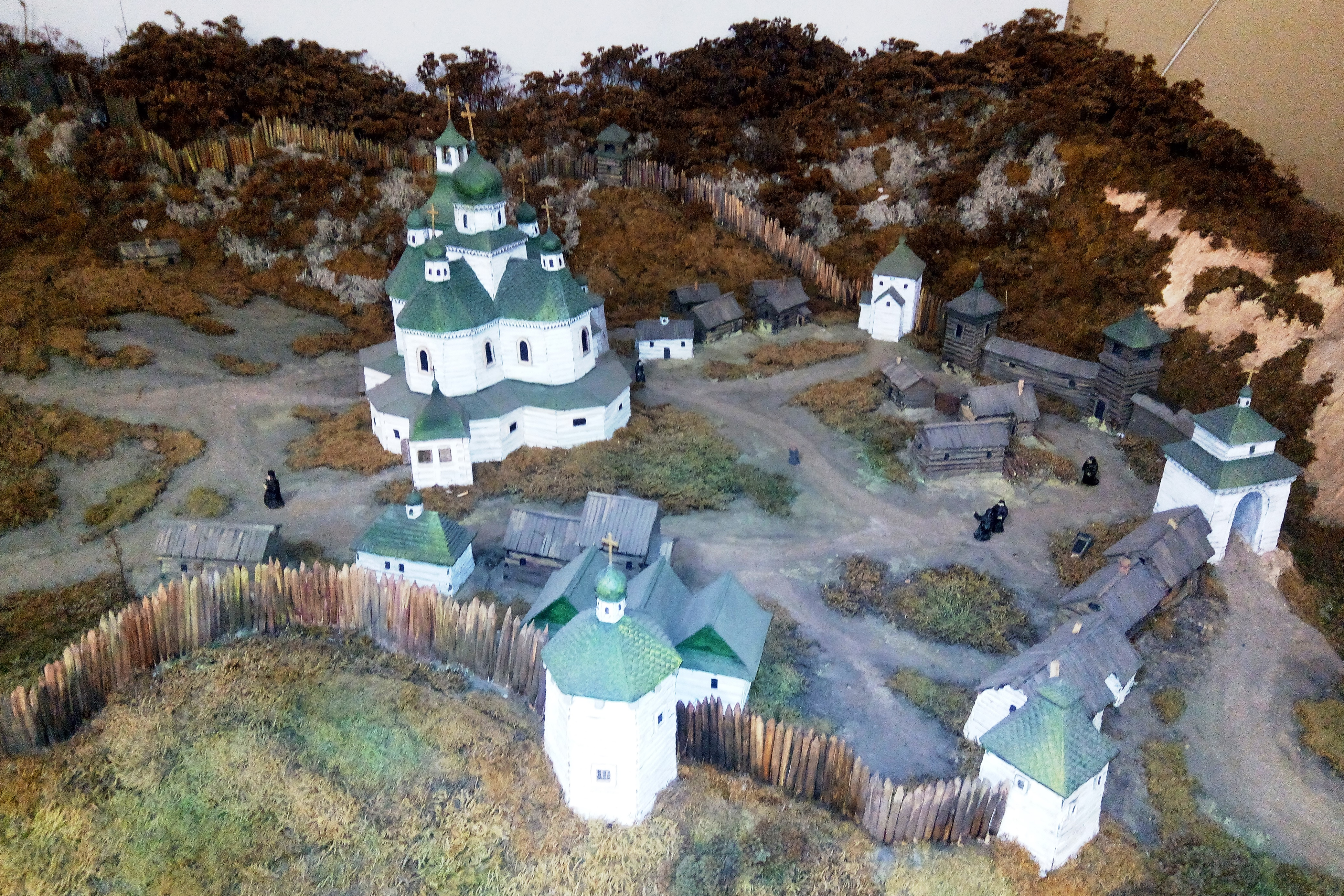
Макет монастиря з музею-заповідника "Битва за Київ у 1943 році" в Нових Петрівцях

В 1920-х рр.  монастир закритий більшовиками.
1934–1935 — монастирські будівлі було розібрано. Під час руйнації знайшли давню бібліотеку з рукописними книгами. Дехто вірить, що ця бібліотека належала Ярославу Мудрому.
Після зруйнування монастиря на його місці збудували державну дачу УРСР. Характер державної резиденції ця місцевість зберігає й досі. До 22.02.2014 заповідник Межигір'я було незаконно привласнено Януковичем. Це була дача Віктора Януковича. Нині всі землі заповідника і резиденцію повернуто в державну власність. Планується з основних будинків зробити так званий «музей корупції», а всю територію визнати як громадський парк.
В найближчому майбутньому планується відбудова цього стародавнього українського козацького монастиря Православної Церкви. В суспільстві точиться дискусія навколо правомірності проведення цієї відбудови під опікою Московського Патріархату, а не Київського.
Напередодні Преображення Господнього 2015 монахами Видубицького монастиря було освячено капличку, що її збудувала громада «Межигір'я». Від того часу і донині провадяться богослужіння та лунають молитви на відновлення цієї древньої обителі.

### Відновлення
5 грудня 2019 року на прохання Блаженнійшого Епіфанія, Митрополита Київського і всієї України, про утворення в Київській єпархії і реєстрацію статуту Межигирського Спасо-Преображенського монастиря за адресою: Київська область, Вишгородський район, с. Нові Петрівці, та про затвердження намісником вказаного монастиря ігумена Спиридона (Матіящука) – Синод Православної церкви України надав своє благословення.

## Некрополі
За переказами, в монастирі поховано Семена Палія та Самуся.
В Межигірському монастирі поховані:
- Український гетьман Остап Гоголь.
- Шляхтянка Немировичова.
- Юрій Лясота